# 미안해, SUMMER
〈미안해, SUMMER〉(ごめんね、SUMMER 고멘네, 서머[*])은 일본 아이돌 그룹 SKE48의 세 번째 싱글이며, CROWN GOLD에서 발매된 두 번째 싱글이다.